# Draganac
Draganac (en serbocroata: Draganac / Драганац) o Dragancë (en albanés: Dragancë) es un pueblo en el municipio de Novo Brdo del distrito de Pristina de Kosovo. Draganac es uno de los enclaves serbios en Kosovo.  

## Toponimia
El pueblo está a 10 kilómetros de Gnjilane. 

## Historia
El pueblo fue mencionado por primera vez en 1381, en la carta del Príncipe Lazar. 
Hasta 1869, en el pueblo se encontraban las ruinas de la antigua iglesia ortodoxa. A petición de los habitantes de este pueblo serbio y de los alrededores, el príncipe Miguel III Obrenović ayudó a construir una nueva iglesia del Arcángel Gabriel, que fue declarado monasterio. Inmediatamente se abrió la primera escuela serbia en la zona en el edificio del monasterio. 
Durante algún tiempo después de la Segunda Guerra Mundial, en el pueblo estuvo ubicado un centro de rehabilitación infantil.

## Demografía
La evolución demográfica de Draganac entre 1948 y 2011 fue la siguiente:
| 226                                                 | 246 | 229 | 220 | 103 | 107 | 17 |
| (Fuente: Population of Kosovo since Yugoslav times) |     |     |     |     |     |    |

Según el censo de 2011 (boicoteado parcialmente por los serbios), los albaneses representaban el 76,47% de la población (13 personas) y los serbios, el 23,53% (4 personas).En el censo yugoslavo de 1961, los serbios eran 69,87% de la población local y los albaneses, el 29,69%.